# Pietrowiczi
Pietrowiczi (ros. Петровичи) – wieś (ros. деревня, trb. dieriewnia) w rejonie szumiackim, obwód smoleński, Rosja, położona ok. 400 km na południowy zachód od Moskwy i 16 km na wschód od granicy między Białorusią i Rosją.
Miejsce urodzin Isaaca Asimova.